# 飛島 (山形県)

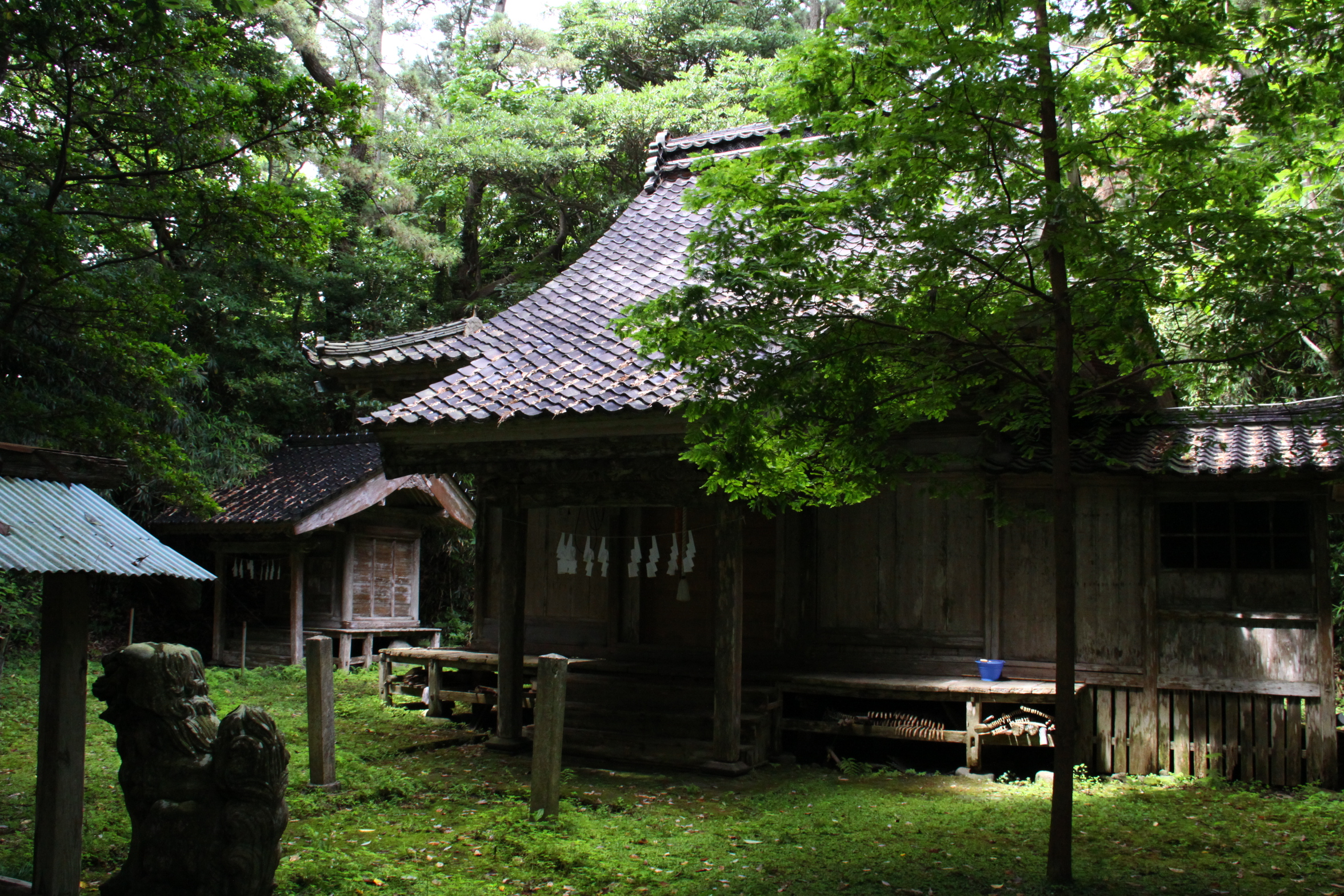
小物忌神社　境内

飛島（とびしま）は、日本海に浮かぶ島。山形県酒田市に属する。離島振興対策実施地域（1955年指定）。

## 地理
酒田港から北西39キロメートルの沖合に浮かぶ。山形県唯一の有人島であり、島の東側（本土に面した側）の勝浦、中村、北側の法木の計3ヶ所の集落によって構成される。
- 面積 - 2.75平方キロメートル
- 周囲 - 10.2キロメートル
- 最高標高 - 68メートル（高森山）。島の平均標高は約50メートルで平坦な台地状の地形を呈する[1]。
- 人口 - 146人（2024年7月30日時点）[3]

山形県に属するが、本土からの距離は秋田県のほうが近い。したがって、山形県で最も北に位置する。
古来、新潟県の粟島、佐渡島とは一直線に結ばれた海の道であり交流があった。
島の名称の由来には、鳥海山の山頂が噴火によって吹き飛んで島になったという伝説がある（科学的には形成された年代が大きく異なる）。一方で古地図に海獣の名前を冠した「トド島」「トンド島」との表記もあり、決め難い。なお、島内に祀られた小物忌神社は、鳥海山大物忌神社と対をなしている。
なお、飛島に付属する島嶼として御積島などがある。

## 歴史

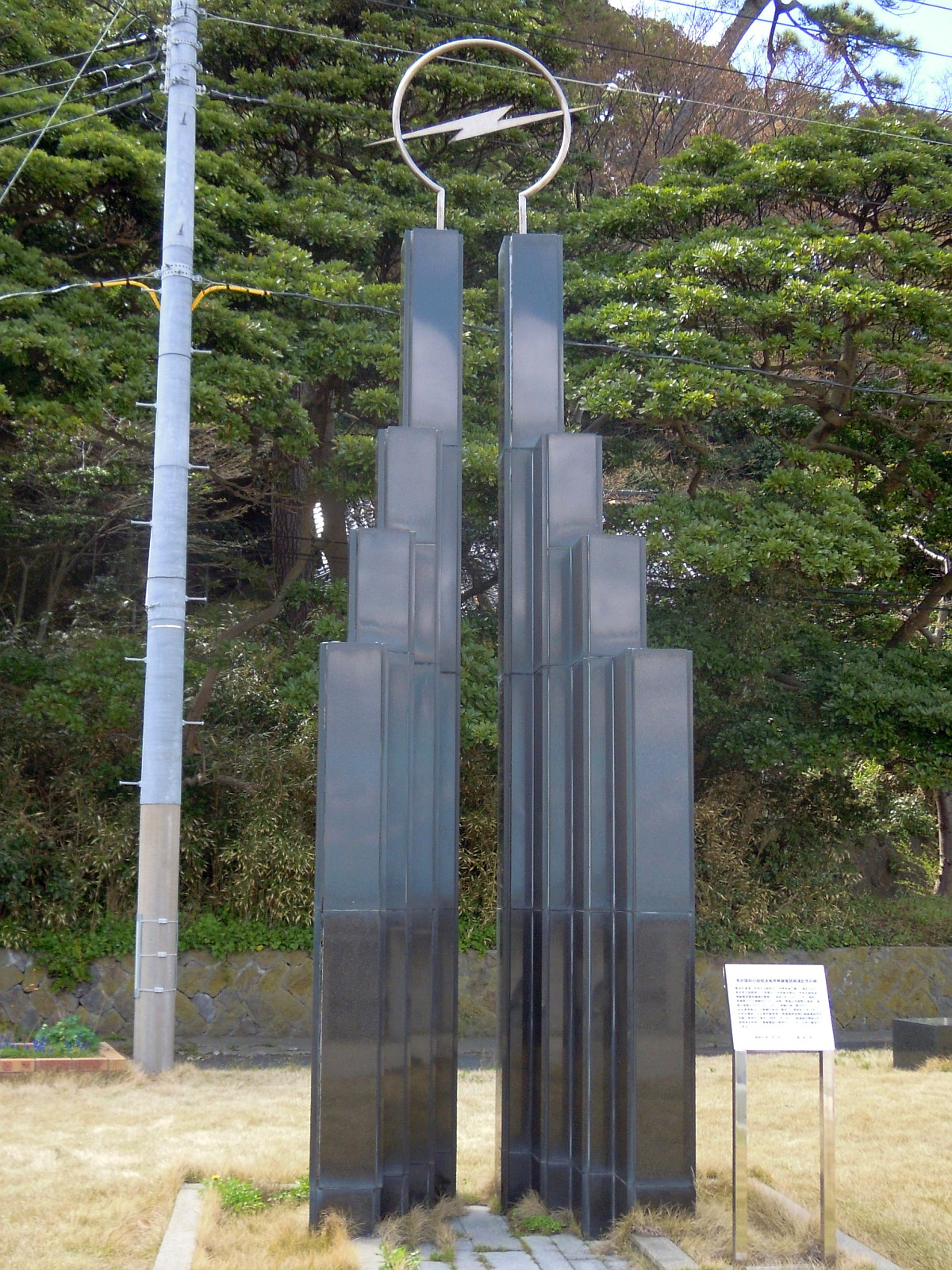
超短波実用無線電話開通記念碑

- 島内では、縄文時代早期の終わり頃（約6,000年前）などの遺物を出土する葡萄崎遺跡が最古の人類居住の痕跡を残す。同遺跡に近い蕨山遺跡からは、東北地方北部の円筒系の土器（円筒上層b式期）と、南部の大木系土器（大木7b式期）が共に出土した。島内の台地上には、縄文時代のほぼ全期間を通して人々が定住していたことを示す遺跡が分布する。しかし、弥生時代から古墳時代にかけての遺跡は見つかっていないため、この期間に定住者は居なかったと考えられている。
- 島の海岸に面した洞窟遺跡「テキ穴遺跡」からは、9世紀から10世紀前半頃の人骨や須恵器、土師器、骨角器などが発見された。人骨は鶴岡市の致道博物館に所蔵されている。
- 平安時代には安部氏、清原氏の支配下に置かれた。
- 15世紀には、羽後の豪族仁賀保氏の所領となる。戦国時代末期に仁賀保氏が常陸国武田へ移封されると、最上氏の所領となった。最上氏、酒井氏が支配した近世には、特産のスルメを年貢として課されていた。
- 江戸時代には庄内藩の所領であり、加茂港から島役人が派遣されていた。酒田港に出入りする北前船の潮待ちや、飲食物の補給など、中継地として重要な位置を占めるようになった。
- 幕末になると、ロシアやイギリスなどの外国船が近海を度々航行するようになり、庄内藩の沿岸警備の最前線となった。幕末の戊辰戦争では、明治元年（1868年）11月に、佐幕側で戦う庄内藩を支援するため、松島湾から津軽海峡を廻り庄内に向かった、幕府海軍軍艦「長崎丸二番」（1862年、グラスゴーで建造。幕府が10万ドルで購入）と「千代田型」のうち、前者が荒天を避けて寄港していた勝浦港内で座礁、大破する事件が生じた。
- 1909年（明治42年）、全国初の女性消防団「婦人火防（かんぼ）組」が誕生した。
- 1933年（昭和8年）、東北帝国大学の八木秀次博士、宇田新太郎博士によって開発された八木・宇田アンテナを使った、初の公衆無線電話が飛島 - 酒田間に開通。島内にこれを記念した「無線通信発祥の地」碑が立っている。
- 古来より第二次世界大戦中頃まで、漁業の労働力移入のため酒田周辺の貧農から「ナンキンコゾウ」と呼ばれる男子の養子（多くは寄留籍[注釈 1]を置くのみ）を貰い、数え年21歳で解放するまで働かせる風習があった。その過酷な待遇は庄内地方の農村の間でも知られていたという。
- 1950年（昭和25年）に飛島村が酒田市に編入される[2]。
- 1963年（昭和38年）に島全域が国定公園（鳥海国定公園）に指定される。そのため、島内でキャンプはできない。
- 1996年（平成8年）、西海岸の荒崎が日本の渚百選に選ばれた[7]。
- 2016年（平成28年）9月に「鳥海山・飛島ジオパーク」として日本ジオパークに認定された[8]。
- 2020年（令和2年）4月9日、コロナウイルス感染者の入島を防ぐため、酒田市長が来島自粛を呼びかけた[9]。

## 地形
飛島は約1000万年前に海底噴火によって形成され、奥尻島まで続く海底山脈の一部が海面上に出て島となっている。
飛島と本土の間には最上舟状海盆（水深約800メートル）がある。海底から飛島地塊が聳え立つ。飛島地塊は海面下130 - 140メートルで、南北44キロメートル、東西12キロメートルの台地状となり、この台地の最高部が僅かに海上に現れたのが飛島。飛島は飛島地塊の中央からやや南側にある。飛島の地形は、4つの段丘面と、干潮時に海岸線の周囲に現れる海食台の、合計5面に区分される。飛島には、新第三紀の地層と第四紀の段丘堆積物などが分布する。新第三紀前期中新世末期（約1700万年前）に相当する飛島層の凝灰質シルト岩部層からは、ウルシ、カエデ、ハコヤナギ、ヤナギなどの植物化石が産出する。これらは台島型植物群に属すると考えられる。この時期には、飛島は沿岸性の陸地のような環境にあり、その後、1350万年 - 900万年前に著しい沈降により完全に海面下に没し、900万年 - 200万年前に隆起や断裂、陥没により海盆や地塊が形成された。200万年 - 1万年前までに地塊は台地状になり、段丘が形成されたと考えられる。

## 気候
- 対馬海流のただ中にあり、年平均気温は約12℃以上に達する。山形県の最北端でありながら、山形県内で最も温暖である。
- 島内にはタブノキ、ムベ、ヤブツバキ、モチノキ等の暖地系の植物が生い茂る。タブノキやモチノキの北限といわれる[1][7]。
- 島周辺の海域はドチザメの生息域となっている[1]。海底にはサンゴ類の群棲地があり、山形県の天然記念物としての指定を受けている。ムツサンゴについては日本最大の群棲地が存在し、オノミチキサンゴについては最北棲息地である。
- ニッコウキスゲの辺縁種であるトビシマカンゾウなど、本島に自生する植物が標準標本となっているものもある。野鳥の種類は約270種。渡り鳥の中継地となっており季節により多くの鳥が見られる。2017年には中国中部に生息するといわれるムナグロノゴマの亜種が日本で初めて観察された[10]。御積島などとともにウミネコの繁殖地となっており、国の天然記念物指定を受けている。
- 地球温暖化に伴う栽培北限の北上を受けて山形県では2010年から飛島でスダチ、ユズ、レモンなどの5種類の柑橘類の栽培適応性の調査を行っている[11]。

## 交通

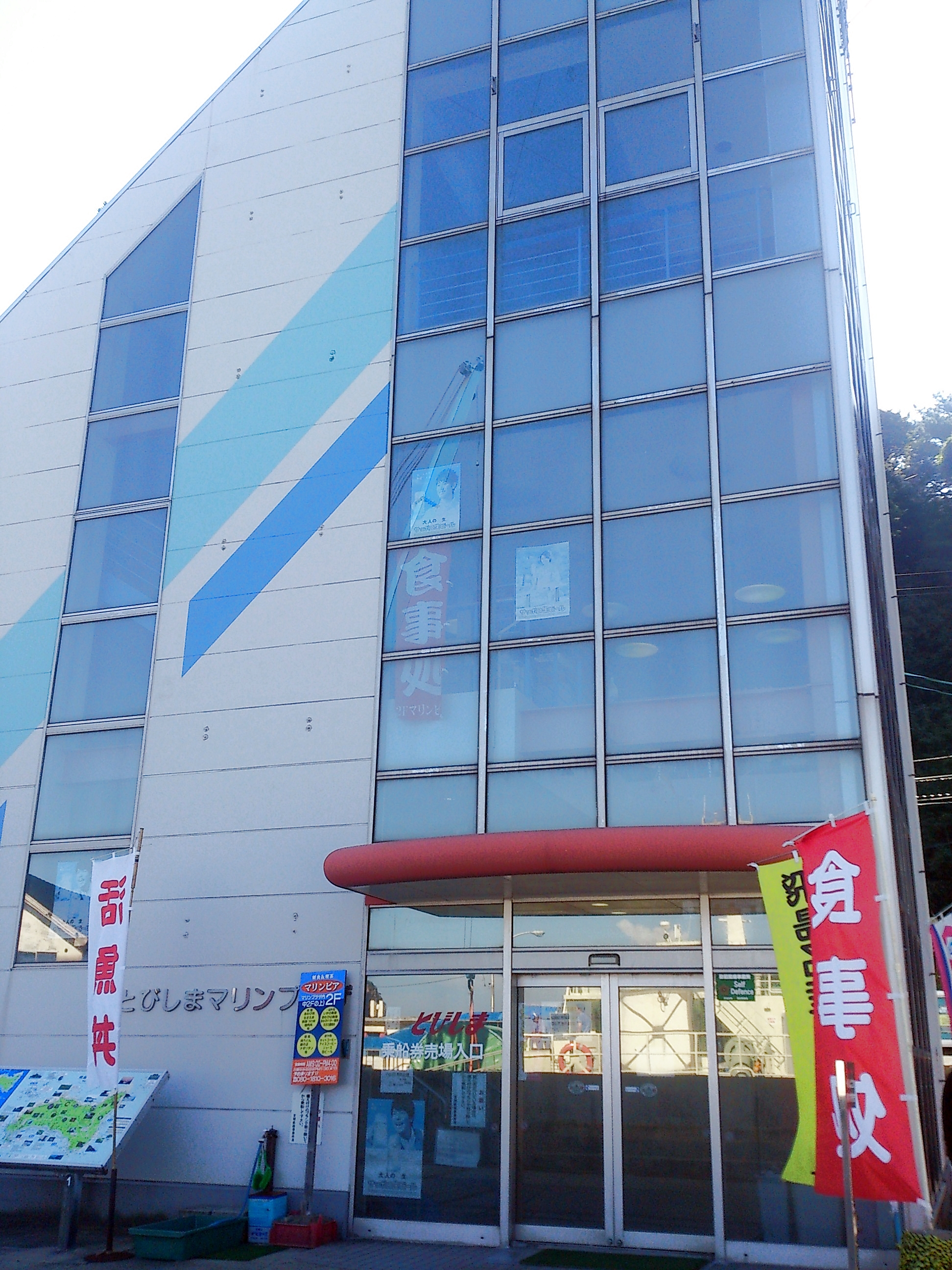
勝浦港のフェリーターミナルビル「とびしまマリンプラザ」。
ここから定期船とびしまが発着する。

- 勝浦集落にある勝浦港と酒田市の酒田港の間で、酒田市定期航路事業所により定期船である貨客船「とびしま」が運航されている。所要時間は約1時間15分、運航頻度は1日1 - 3便（時季による）。フェリーではないため、自動車は貨物扱いで運ぶことになるが、最大でも2台かつ高額となり、また島民および関係者が優先されるため、旅行者が自家用車を載せることは原則不可能である。秋に「とびしま」の定期検査が行われる際には、貨物船と、羽幌沿海フェリー所有の旅客船「さんらいなぁ2」がそれぞれ傭船され、定期運航を維持している。なお、冬季は海が荒れるため、1週間以上連続して欠航し、文字通り絶海の孤島となることも多い。そのため、海上保安庁酒田海上保安部の巡視船が渡海して物資を届けたこともある。

- 島内にバスやタクシー、レンタカーなどはない（診療所には通院者用の送迎車があり、島内の停留所を巡回している）。酒田市の観光用自転車および電動アシスト自転車が配置されている（後者は有料。貸出期間4月1日 - 10月31日）。島内は東側海岸線と島中央部の台地上に道路が走っており、大部分が平坦であることから、自転車での移動は容易である。また、島内に信号機はない。

- 空路・空港はない。中村と法木の間には、緊急時に使用される飛島ヘリポートがあり、急患搬送が行われる（下項「急患搬送」参照）。ヘリコプターの離着陸時には、安全確保のため周辺道路は封鎖される。

- 島内に無線方位信号所（レーマークビーコン）があったが、2008年4月10日に廃止された。

## 生活

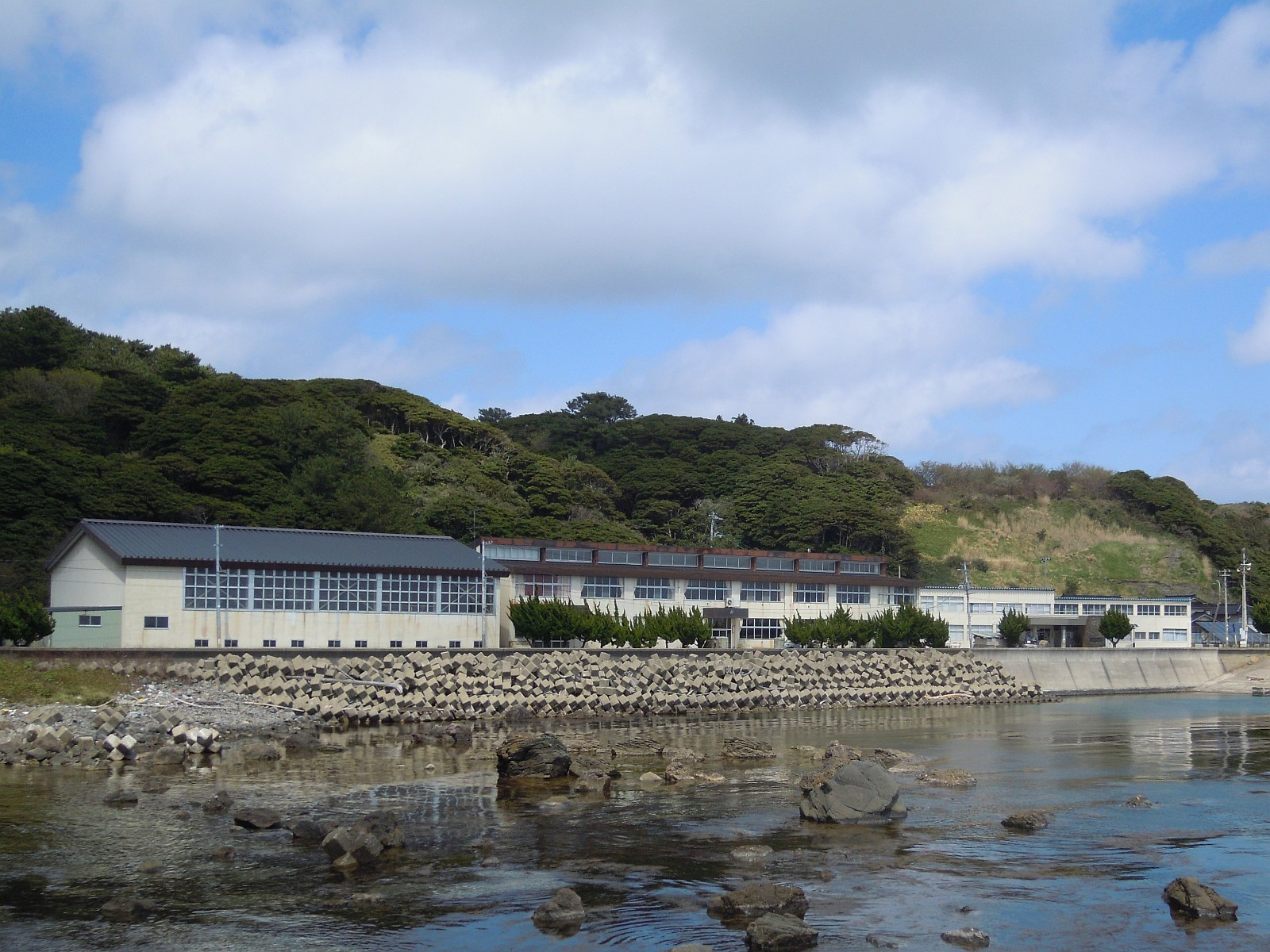
酒田市立飛島小・中学校。その右はとびしま総合センター

- 行政機関 - 中村に酒田市役所の出先機関「酒田市とびしま総合センター」がある。勝浦港には、旅客ターミナルとビジターセンターを兼ねた「とびしまマリンプラザ」がある[12]。とびしまマリンプラザ近傍に酒田市上下水道部が管理する「勝浦浄水場」がある。勝浦には国土地理院飛島験潮場もある。
- 消防 - 酒田地区広域行政組合消防本部の管轄ではあるが、島内に常備消防はないため、島民で組織される酒田市消防団第5分団が消防の役割を担っている。また、1910年3月に組織された「婦人火防組」は日本最初の女性消防団である（出漁などにより長期間男性が不在となるため、男性に代わって島を火災から守る役割だった）。
- 警察 - 勝浦に酒田警察署飛島駐在所があり、警察官が常駐している。
- 学校 - 中村に酒田市立飛島小中学校がある。Iターン者の移住により、小学校は2009年4月に9年振りに、中学校も2011年に再開したものの、2019年3月にただ一人の在校生の中学校卒業に伴い、再び休校状態となった[13]。島内中心部の高台にある小中学校グラウンドに、150人一週間分の食料備蓄を含む防災資機材庫や避難小屋が整備され、2015年10月から運用されている。
- 保育所 - 酒田市が運営する飛島へき地保育所が、酒田市とびしま総合センター内にある[14]。
- 水道 - 島内9つのダムを水源とし、計画給水人口700人、計画1日最大給水量が315立方メートルの飛島簡易水道が整備されている。凝集沈殿、急速濾過、塩素消毒に加え、球状活性炭によりトリハロメタンを除去する高度浄水処理を導入したため、水質も向上した。貯水池の整備と浄水場の増槽により、渇水が当たり前だった時期に比べると供給量には余裕がある。しかし、少雨によりしばしば渇水に悩まされる（近年では2015年に渇水になっている[15]）。
- 電気 - 勝浦に東北電力ネットワーク飛島火力発電所があり、ここで島の電気を賄っている。重油を燃料とした発電機4機、計750キロワットの発電能力がある。
- 医療機関 - 酒田市立飛島診療所があるが、医師は常駐していない（2017年6月末時点、看護師2名のみ）[16]。平時および急患発生時は酒田市立八幡病院の医師がテレビ電話による遠隔診療、オンシーズンは週1回、山形県・酒田市病院機構日本海総合病院および酒田市立八幡病院の医師が飛島を訪問しての診療が行われる。島内には山形県消防学校より寄贈された搬送車が1台配備されている。集団健診時には、とびしま総合センター内に酒田市飛島健診診療所が開設される。
- 急患搬送 - 基本的にドクターヘリで日本海総合病院に搬送される。山形県立中央病院から山形県ドクターヘリが出動するが、山形県ドクターヘリが出動できない場合は、協定により隣県ドクターヘリが出動するほか、山形県消防防災航空隊ヘリ「もがみ」、海上保安庁ヘリ（仙台航空基地、新潟航空基地）、陸上自衛隊神町駐屯地第6飛行隊ヘリ、航空自衛隊航空救難団秋田救難隊ヘリが派遣されることもある。夜間・荒天などにより航空機が出動できない場合は、海上保安庁第二管区海上保安本部酒田海上保安部の巡視船艇が出動する。
- 金融機関 - 島内には金融機関として山形県漁業協同組合の飛島支所がある。また、飛島郵便局のATMを利用できる（日祝日は取扱していない）。
- 食堂 - 勝浦に2軒。カフェスペース「しまかへ」、メニューはラーメンのみの「ほんま食堂」（なお「ほんま食堂」は現在は閉店済）。
- 商店 - 勝浦に雑貨店、薬店、煙草店がある。コンビニやスーパーマーケットなどはないが、とびしまマリンプラザ内に「小さな島の小さなコンビニうみねこちゃん」がある。
- 宿泊施設 - 勝浦に旅館・民宿が13軒ある。
- 電話 - 通じている。NTT酒田ビルから無線伝送を行い、島内の無線中継所から有線回線でサービスを行っている。
- インターネット - 光通信が利用できる[17]。公衆無線LANは設置されていない。
- 携帯電話 - NTTドコモ、au、SoftBankの携帯電話のLTEが使えるが、集落内に限られる。
- 放送 - 山形県の放送局は全て受信可能（鶴岡市高館山から）。高館山の電波が直接受信できない法木には共同受信施設があり、各戸へ配信を行っている。
- 宅配便 - 飛島郵便局が配達を行っているゆうパックと島内の業者が委託配達を行っている宅急便（ヤマト運輸）は、商品代引を含め、本土とほぼ同じサービスが受けられる。ほか各社とも荷物の受付は行っているが、配送員による島内各戸への配達は行っていない（島民が勝浦港まで取りに来る方式）。そのため、島民は一部宅配便業者による通信販売の商品代引は受けられない。なお、定期船「とびしま」を運航する酒田市定期航路事業所にて貨物運送を受け付けており、利用する際は直接、酒田市定期航路事業所へ持ち込む必要がある。
- ガソリンスタンド - 無し。漁船や火力発電所に給油するために、山形県漁業協同組合所有の給油船が来航する。
- ごみ・し尿 - 漁業集落排水施設は未整備で合併処理浄化槽等により汚水処理を行なっている。業者がごみ・し尿の収集を行い、定期的に酒田市所有の運搬船で酒田港に輸送する。
- 選挙 - 交通の便の問題から、選挙期間中に候補者が来島することはほとんどない。投票は投票日の2日前までに行われる。投票箱は定期船とびしまで酒田港に運ばれ、開票まで酒田市選挙管理委員会で封印される（繰り上げ投票）。投票箱の輸送の様子は、選挙の度に地元ニュースで紹介されている。2019年4月7日が投開票日となった山形県議会議員選挙では、4月5日に繰り上げ投票が行われたものの定期船が7日まで欠航することが見込まれたことから、4月6日に初めて県の消防防災ヘリコプター「もがみ」によって運ばれた[18]。

## 名所
- テキ穴遺跡 - 1964年（昭和39年）に平安時代の人骨と土器類が発見された洞窟遺跡。開口部は幅、高さ共に1.5メートルほどであるが、3つの洞により構成され、人骨や土器類が発見された第3洞は奥行きが23メートル、天井部の高いところで4メートル、幅広いところで5メートルある。報告書に拠れば、人骨は22体分あり、共に出土した土器類から9 - 10世紀の年代が考えられる。人骨は鶴岡市の致道博物館に展示されている。
- 源氏盛・平家盛 - 源氏や平家の落ち武者が島に流れ着き、漁師となった際に刀剣を埋めたという伝承の塚。
- 刻線刻画石
- 賽の河原
- 飛島海釣り公園 - 日本初の浮体式海中展望台「飛島海中体験丸」があり、下甲板では船窓を通して海底の様子や泳ぐ魚の群れが観察できる[19]。

## 名産品
- トビウオの焼干、つゆ
飛島はトビウオが回遊する北限に位置し、酒田ラーメンではあごだし（トビウオのだし）をスープに使用している[4]。
- 烏賊、サザエ、あわびを使った塩辛
- 海藻
- ごどいも（飛島特産のジャガイモ）
- 山形天保そば（福島県双葉郡大熊町内の旧家の屋根裏で見つかった、江戸時代天保年間の蕎麦の実。他品種との交配を防ぐため、島内で栽培を行っている[20]。）

## 出身者
- 佐藤智恵子 - フリーアナウンサー

### 飛島にゆかりのある人物
- 齋藤愼爾 - 俳人
- 藤田千枝 - フリーアナウンサー（祖母が飛島出身）
- 天音里望 - 演歌歌手（楽曲『飛島育ち』を歌っている）